# Störningen (band)
Störningen var ett rockband från Uppsala inom proggrörelsen.
Störningen bildades under namnet Lön för mödan och bestod av Frans Mossberg (sång, gitarr), Gunnar Staland (saxofon,flöjt,gitarr), Ecke Forsberg (sång, bas, gitarr, keyboards) och Per Gulbrandsen (sång, trummor). De var en del av musikerkollektivet SUB-gruppen som även startade Subverskivbolaget. Störningen gav 1976 ut albumet I görningen (SUB LP0176), men splittrades redan i maj samma år då Mossberg flyttade till Norge. Forsberg och Staland medverkade även på Mobbens tredje album.